# Lay It All on Me
Lay it all on me is een single van Rudimental samen met de Britse popster Ed Sheeran. Het nummer haalde in de single top 100 de 43e positie en in de Ultratop 50 behaalde het nummer de 25ste positie. Het was de laatste single van Ed Sheeran voor hij 1 jaar pauze nam. Het nummer is een combinatie van popmuziek en deephouse.